# Valdez (Alaska)
Pour les articles homonymes, voir Valdés.
Valdez est une ville de l'Alaska de 4 036 habitants située dans la région de recensement de Valdez-Cordova. C'est l'un des plus importants ports de l'État.

## Économie
Valdez est un port de pêche, tant commercial que de loisir. Sur le plan touristique, c’est un départ d’excursions d’observation des glaciers et de la vie maritime. Il s’agit aussi d’une porte d’entrée sur l’intérieur de l’État pour les marchandises. Enfin, l'oléoduc trans-Alaska termine sa course à Valdez.

## Transports
Valdez est connectée au reste du sud de l'Alaska par la Richardson Highway ainsi que par un important réseau de ferries.

## Terminal pétrolier
Situé à la pointe sud de l'oléoduc trans-Alaska, le terminal pétrolier de Valdez compte 18 réservoirs, avec un trafic de 3 à 5 super-pétroliers quittant le port chaque semaine. Ce terminal a donné son nom à l'Exxon Valdez dont le naufrage provoqua une importante marée noire en 1989. Depuis sa construction en 1977, plus de 15 000 pétroliers ont acheminé du brut depuis ce port.

## Histoire
Le port de Valdez a été nommé ainsi en 1790 par l'explorateur espagnol Don Salvador Fidalgo. La ville s'est développée à partir de 1898 car le site est libre de glace toute l'année. Des compagnies de navires à vapeur firent la promotion de Valdez comme étant une meilleure route d'accès au Klondike et à ses mines d'or, ou à de nouvelles mines en Alaska, que la route passant par Skagway. La Richardson Highway fut construite à partir de 1899 pour relier la ville au reste de l'État. Celle-ci n'était praticable qu'en été jusqu'aux années 1950 où elle le devint toute l'année.
La ville fut entièrement détruite lors du tremblement de terre du 27 mars 1964. La liquéfaction de la vase gelée formant les fondations de la ville entraîna des glissements de terrain et une partie de la ville se retrouva à la mer. De plus, un tsunami avec une vague de près de dix mètres de haut ravagea ce qui restait de la ville. Trente-deux personnes perdirent la vie à Valdez. La ville fut reconstruite à 6-7 km de là.
C'est lors des années 1975 à 1977 que fut entreprise la construction de l'oléoduc trans-Alaska transportant le pétrole en provenance de Prudhoe Bay jusqu'à Valdez.
En 1989, le naufrage du tanker Exxon Valdez provoqua une très importante marée noire à une quarantaine de kilomètres de la ville et détruisit une importante partie de la faune et de la flore locales.

## Géographie
Valdez est située à peu près à la même latitude qu'Helsinki. Elle se trouve au fond d'un important fjord débouchant sur la baie du Prince-William. Elle est entourée par la chaîne de montagnes des Chugach. C'est le port libre de glaces toute l'année le plus au nord des États-Unis.
La ville a une superficie de 717,6 km2 dont 574,9 de terres.

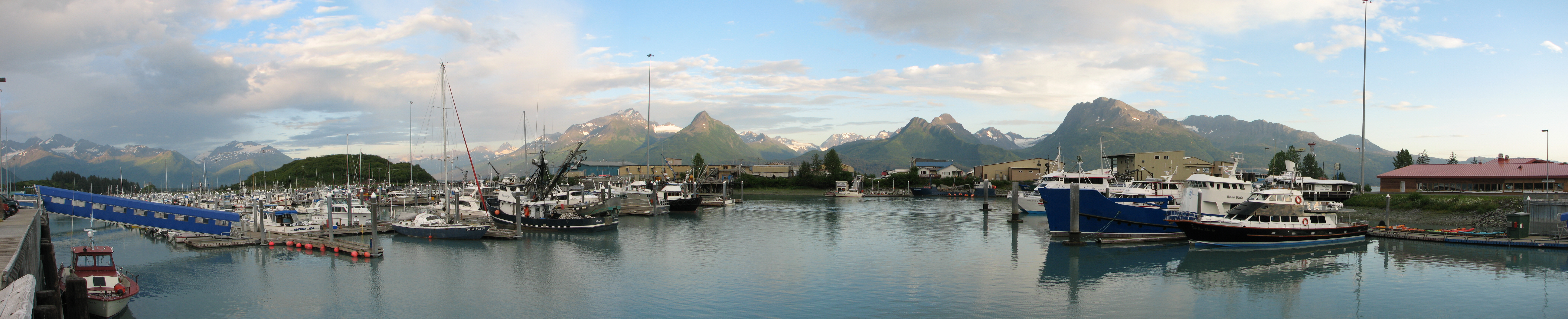
Havre de Valdez

## Démographie
| Groupe               | Valdez | Alaska | États-Unis |
| -------------------- | ------ | ------ | ---------- |
| Blancs               | 81,5   | 66,7   | 72,4       |
| Autochtones d'Alaska | 8,2    | 14,8   | 0,9        |
| Métis                | 6,3    | 7,3    | 2,9        |
| Asiatiques           | 1,9    | 5,4    | 4,8        |
| Afro-Américains      | 0,6    | 3,3    | 12,6       |
| Océaniens            | 0,8    | 1,1    | 0,2        |
| Autres               | 0,7    | 1,6    | 6,2        |
| Total                | 100    | 100    | 100        |
|                      |        |        |            |
| Latino-Américains    | 4,7    | 5,5    | 16,7       |

| 1900 | 1910 | 1920 | 1930 | 1940 | 1950 |
| ---- | ---- | ---- | ---- | ---- | ---- |
| 315  | 810  | 466  | 442  | 529  | 554  |

| 1960 | 1970  | 1980  | 1990  | 2000  | 2010  |
| ---- | ----- | ----- | ----- | ----- | ----- |
| 555  | 1 005 | 3 079 | 4 068 | 4 036 | 3 976 |

## Culture populaire
- William T. Riker, personnage fictif de la série télévisée Star Trek : La Nouvelle Génération est né à Valdez.
- Port Valdez est le nom d'une carte d'escarmouche dans le jeu vidéo Battlefield : Bad Company 2.